# Copa d'Europa de futbol 1977-78
La Copa d'Europa de futbol 1977-78 fou l'edició número vint-i-tres en la història de la competició. Es disputà entre l'octubre de 1977 i el maig de 1978, amb la participació inicial de 31 equips de 31 federacions diferents.
La competició fou guanyada pel Liverpool a la final davant del Club Brugge.

## Primera ronda
| Equip 1                  | Global | Equip 2                  | Anada | Tornada |
| ------------------------ | ------ | ------------------------ | ----- | ------- |
| Celtic                   | 11-1   | Jeunesse Esch            | 5-0   | 6-1     |
| Basel                    | 2-3    | Wacker                   | 1-3   | 1-0     |
| Estrella Roja de Belgrad | 6-0    | Sligo Rovers             | 3-0   | 3-0     |
| Vasas                    | 1-4    | Borussia Mönchengladbach | 0-3   | 1-1     |
| Benfica                  | 0-0¹   | Torpedo Moscou           | 0-0   | 0-0     |
| Trabzonspor              | 1-2    | Boldklubben 1903         | 1-0   | 0-2     |
| Liverpool                | Bye    | -                        | -     | -       |
| Dynamo Dresden           | 3-2    | Halmstad                 | 2-0   | 1-2     |
| Levski-Spartak           | 5-2    | Śląsk Wrocław            | 3-0   | 2-2     |
| Lillestrøm               | 2-4    | Ajax                     | 2-0   | 0-4     |
| Valur                    | 1-2    | Glentoran                | 1-0   | 0-2     |
| Omonia                   | 0-5    | Juventus                 | 0-3   | 0-2     |
| KuPS                     | 2-9    | Club Brugge              | 0-4   | 2-5     |
| Floriana                 | 1-5    | Panathinaikos            | 1-1   | 0-4     |
| Dukla Praga              | 1-1²   | Nantes                   | 1-1   | 0-0     |
| Dinamo Bucarest          | 2-3    | Atlético de Madrid       | 2-1   | 0-2     |

¹ Benfica passà a la segona ronda pel llançament des del punt de penal.
² Nantes passà a la segona ronda per la regla del valor doble dels gols en camp contrari.

## Segona ronda
| Equip 1                  | Global | Equip 2                  | Anada | Tornada |
| ------------------------ | ------ | ------------------------ | ----- | ------- |
| Celtic                   | 2-4    | Wacker                   | 2-1   | 0-3     |
| Estrella Roja de Belgrad | 1-8    | Borussia Mönchengladbach | 0-3   | 1-5     |
| Benfica                  | 2-0    | Boldklubben 1903         | 1-0   | 1-0     |
| Liverpool                | 6-3    | Dynamo Dresden           | 5-1   | 1-2     |
| Levski-Spartak           | 2-4    | Ajax                     | 1-2   | 1-2     |
| Glentoran                | 0-6    | Juventus                 | 0-1   | 0-5     |
| Club Brugge              | 2-1    | Panathinaikos            | 2-0   | 0-1     |
| Nantes                   | 2-3    | Atlético de Madrid       | 1-1   | 1-2     |

## Quarts de final
| Equip 1     | Global | Equip 2                  | Anada | Tornada |
| ----------- | ------ | ------------------------ | ----- | ------- |
| Wacker      | 3-3¹   | Borussia Mönchengladbach | 3-1   | 0-2     |
| Benfica     | 2-6    | Liverpool                | 1-2   | 1-4     |
| Ajax        | 2-2²   | Juventus                 | 1-1   | 1-1     |
| Club Brugge | 4-3    | Atlético de Madrid       | 2-0   | 2-3     |

¹ Borussia Mönchengladbach passà a Semifinals per la regla del valor doble dels gols en camp contrari.
² Juventus passà a Semifinals pel llançament des del punt de penal.

## Semifinals
| Equip 1                  | Global | Equip 2     | Anada | Tornada |
| ------------------------ | ------ | ----------- | ----- | ------- |
| Borussia Mönchengladbach | 2-4    | Liverpool   | 2-1   | 0-3     |
| Juventus                 | 1-2    | Club Brugge | 1-0   | 0-2     |

## Final
| Liverpool    | 1-0 | Club Brugge |
| ------------ | --- | ----------- |
| Dalglish 65' |     |             |

| Guanyador de la Copa d'Europa 1977-78 |
| ------------------------------------- |
| Liverpool Segon títol                 |